# James DeHaas
James DeHaas, född 3 maj 1994, är en kanadensisk före detta professionell ishockeyspelare (back).

## Extern länk
- Presentation och statistik för James DeHaas som spelare  på Elite Prospects.